# Belyayevsky (huyện)
Huyện Belyaevsky (tiếng Nga: ? райо́н) là một huyện hành chính tự quản (raion), của Tỉnh Orenburg, Nga. Huyện có diện tích 3719 km². Trung tâm của huyện đóng ở Belyayevka.